# Alfred Berg (dirigent)

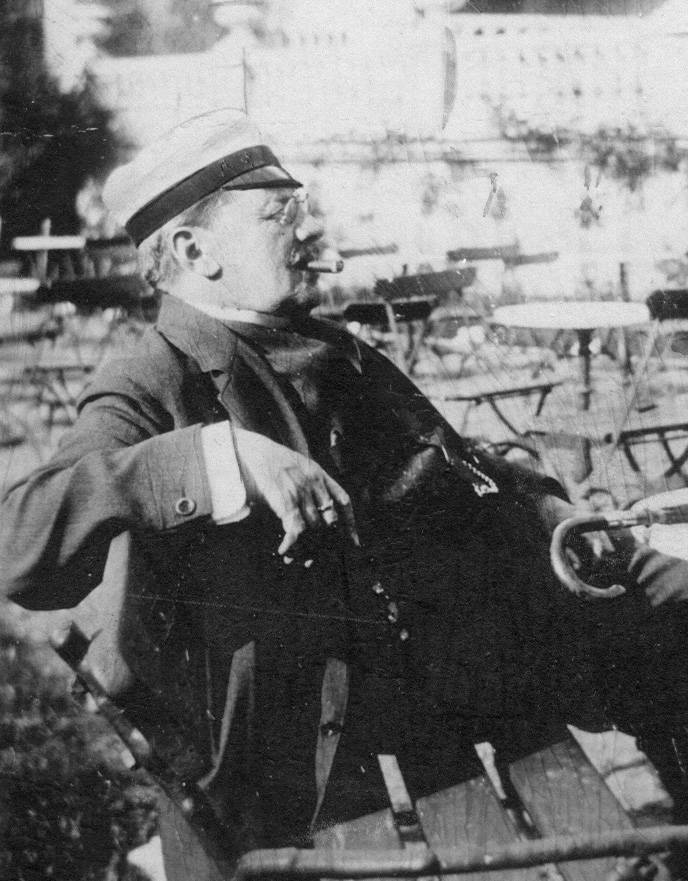
"Fader Berg", Alfred Berg på ett foto från omkring sekelskiftet 1900. Ytterligare foto av Berg finns i artikeln Sällskapet CC.

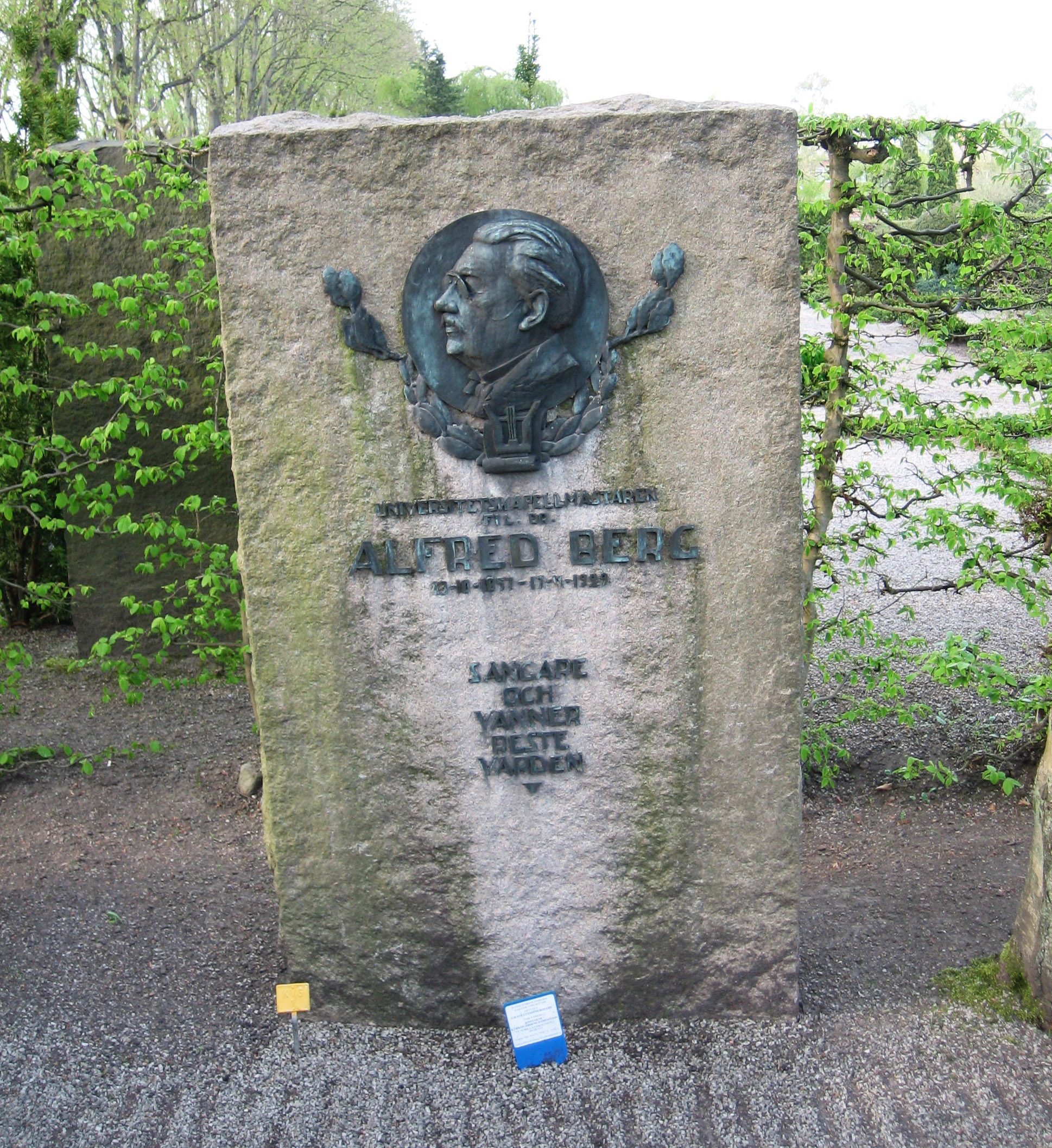
Alfred Bergs grav på Norra kyrkogården i Lund.

Carl Alfred Berg, född den 13 oktober 1857 i Hudiksvall, död den 17 april 1929, var en svensk tonsättare, dirigent och körledare. Han var känd som "Fader Berg".
Alfred Berg var son till läroverksadjunkten Carl Olof Wilhelm Berg och dennes hustru Margareta Nordin. Efter mogenhetsexamen i Hudiksvall 1877 blev han student vid Uppsala universitet samma år och studerade där bland annat fysik och andra naturvetenskapliga ämnen, men blev också involverad i sång- och musiklivet inom studentvärlden. Efter att av ekonomiska skäl –förorsakade av faderns död – ha tvingats göra ett års uppehåll i studierna för att arbeta som informator valde Berg att 1886 i stället fortsätta sina studier vid Lunds universitet där han blev filosofie kandidat 1888. Hans huvudämne var botanik, vilket han studerade för Fredrik Areschoug, men även på den nya studieorten blev Berg snabbt en medelpunkt i stadens musikliv och det var som kör- och orkesterdirigent samt kompositör han skulle bli känd.
Med ett avbrott för musikstudier vid konservatoriet i Leipzig 1894–1896 var Berg anförare för Lunds Studentsångförening från 1891 till 1925. Under denna tid genomförde föreningen ett stort antal omtalade turnéer inom såväl Sverige och övriga Europa som till USA (i samband med världsutställningen i St. Louis 1904). I samband med Bergs 25-årsjubileum som Studentsångarnas anförare konstaterade Vecko-Journalen att Berg "gjort Lundasången populär i alla vrår av Sverige".
Utöver ledarskapet för Studentsångarna var Berg även universitetskapellmästare ("Director musices") från 1897 till 1922 och hade dessförinnan även varit ledare för studentkapellet 1889–1894. Han var också både kapell- och chormästare i Sällskapet CC samt föreståndare för Par Bricoles sångkör i Malmö och ledamot av ett flertal andra sångsällskap. Som kompositör skrev Berg musik för piano samt för kör och manskvartett, vidare kantater och festhymner, festmarscher, sånger liksom även några mer allmänna verk för orkester. Han föreläste även i musikteori och översatte och bearbetade en lärobok i kontrapunkt av Salomon Jadassohn.
Vid universitetsjubileet i Lund 1918 utnämndes Berg till filosofie hedersdoktor. Bland andra utmärkelser Berg mottog märks Litteris et Artibus (1897), Vasaorden, Nordstjärneorden, Dannebrogsorden och Sankt Olavs Orden. Han var vidare hedersledamot i ett flertal sångsällskap ävensom i såväl Kristianstads nation i Lund som i Gästrike-Hälsinge nation i Uppsala.
Alfred Berg var gift med Bertha Hilma Räncker (1870-1932) från Tyskland. Hans memoarer för åren 1863-1894 utgavs postumt av Ingo Frölich 1937 under namnet Fader Bergs minnen.
Berg ligger begravd på Norra kyrkogården i Lund.